# 메타보

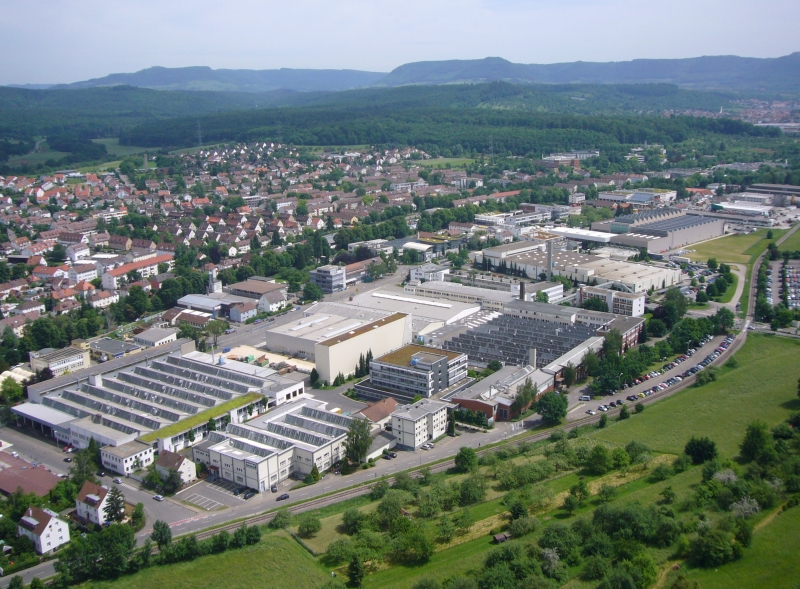
뉘르팅겐에 위치한 메타보 본사

메타보베르케 GmbH는 독일 뉘르팅겐에 본사를 둔 전문가용 전동 공구 제조업체이다. 이 회사는 1920년대에 설립되었으며, "Metallbohrdreher"라고 불리는 핸드 드릴에서 이름을 따왔다. 오늘날 메타보는 광범위한 전동 공구를 제공한다. 이 회사는 미국의 투자 회사인 콜버그 크래비스 로버츠 & Co.가 소유하고 있다.

## 역사
1923년, 알브레히트 슈니츨러는 뉘르팅겐에 있는 부모님의 빵집에서 첫 번째 핸드 드릴을 만들었다. 이 드릴은 No. 18이라는 명칭으로 5만 개가 판매되었고, 1년 후 슈니츨러 GmbH가 설립되었다. 공동 설립자인 줄리어스 클로스는 뉘르팅겐의 존넨브라우에리라는 양조장 소유주였다. 회사는 교회 거리에 위치한 이 양조장의 공간으로 이전했다. 발터 라우흐는 1927년에 동업자가 되어 기계의 국내 및 국제 유통을 관리했다. 1932년, 회사는 메타보베르케 클로스, 라우흐 & 슈니츨러 KG로 이름이 변경되었다. 공장은 전쟁 중 심각한 피해를 면했지만, 1945년 늦가을 화재로 제조 시설의 거의 75%가 파괴되었다. 재건축은 1948년에 완료되었다.
회사의 빠른 성장은 새로운 본사로의 이전을 필요로 했다. 그리하여 1953년 뉘르팅겐의 슈타이나흐 산업 단지에 새로운 공장 건설이 시작되었다. 1969년 새로운 행정 건물과 함께 이전이 완료되었다.
구조조정 조치의 일환으로, 메타보 그룹은 1999년 북부 독일 메펜의 엘렉트라 베쿰을 인수했다. 두 개의 다른 (목재 가공) 기계 제조업체 인수를 포함하여, 이로 인해 메타보는 잠시 세계에서 두 번째로 큰 고정 목공 기계 생산자가 되었다. 그러나 다음 10년 동안, 그들은 주로 소형 전동 공구 생산에 집중하기로 결정했다. 2004년, 메타보는 생산을 재편하고 상하이시에 공장을 설립했다. 엘렉트라 베쿰의 완전한 통합은 2006년에 이루어졌다. 2010년, 메펜 공장 처분은 생산 공장 구조조정 과정의 끝을 알렸다.
2016년 3월 1일, 메타보는 히타치 제작소 그룹의 일부인 히타치코키에 인수되었다.
히타치 그룹은 2017년 3월 히타치 코키를 투자 회사 KKR의 법인인 HK 홀딩스 주식회사에 매각했다.

## 오늘날의 회사
메타보는 금속 장인 및 산업, 건설 무역 및 리노베이션을 주요 타겟 그룹으로 하는 중소기업이다. 메타보는 23개의 유통 회사와 협력하며 100개 이상의 수입업체를 보유하고 있다.
전 세계적으로 메타보는 1,800명 이상의 직원을 보유하고 있으며 2013년에 3억 4,800만 유로의 매출액을 기록했다.

## 제품
자체 설명에 따르면 필수적이거나 중요한 제품 및 혁신은 다음과 같다.
- 1934년 – 메타보 전동 회전 드릴 No. 750
- 1957년 – 메타보 타입 7608, 세계 최초의 해머 드릴 시리즈
- 1966년 – S-자동 안전 클러치가 있는 앵글 그라인더
- 1969년 – 전자 속도 조절 기능이 있는 해머 드릴
- 1981년 – 일정 속도를 가진 1000W 해머 드릴
- 2000년 – 메타보 마라톤 모터가 장착된 앵글 그라인더
- 2002년 – 컴팩트 무선 스크루드라이버 파워 그립
- 2005년 – 무선 공구 라인에 리튬 이온 전지팩 기술 도입
- 2010년 – 스테인리스강 가공 공구 전체 라인
- 2011년 – 무선 마그네틱 코어 드릴링 장치
- 2012년 – 4.0 Ah 및 울트라-M-기술이 적용된 전지팩[7]
- 2013년 – 5.2 Ah 전지팩[8], 평면 헤드 앵글 그라인더[9]
- 2014년 – 900 - 1700 W의 차세대 컴팩트 앵글 그라인더[10]
- 2015년 – LiHD 전지팩 기술[11]

이 회사는 500개 이상의 유효한 특허와 실용신안을 보유하고 있다.
많은 기계들이 레드 닷 디자인 어워드를 수상했다.

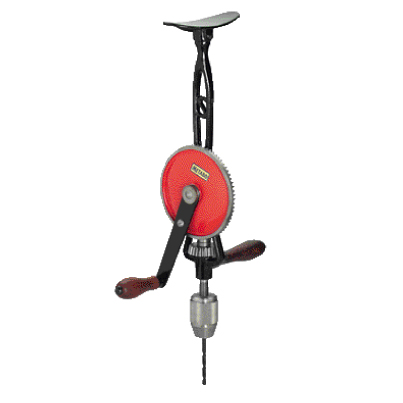
메타보 핸드 드릴 No. 18
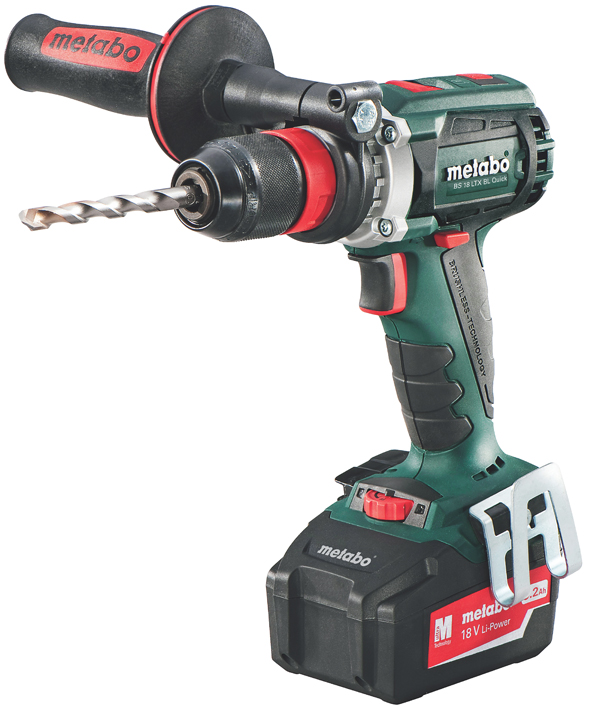
브러시리스 메타보 무선 드릴/스크루드라이버 BS 18 LTX BL Quick
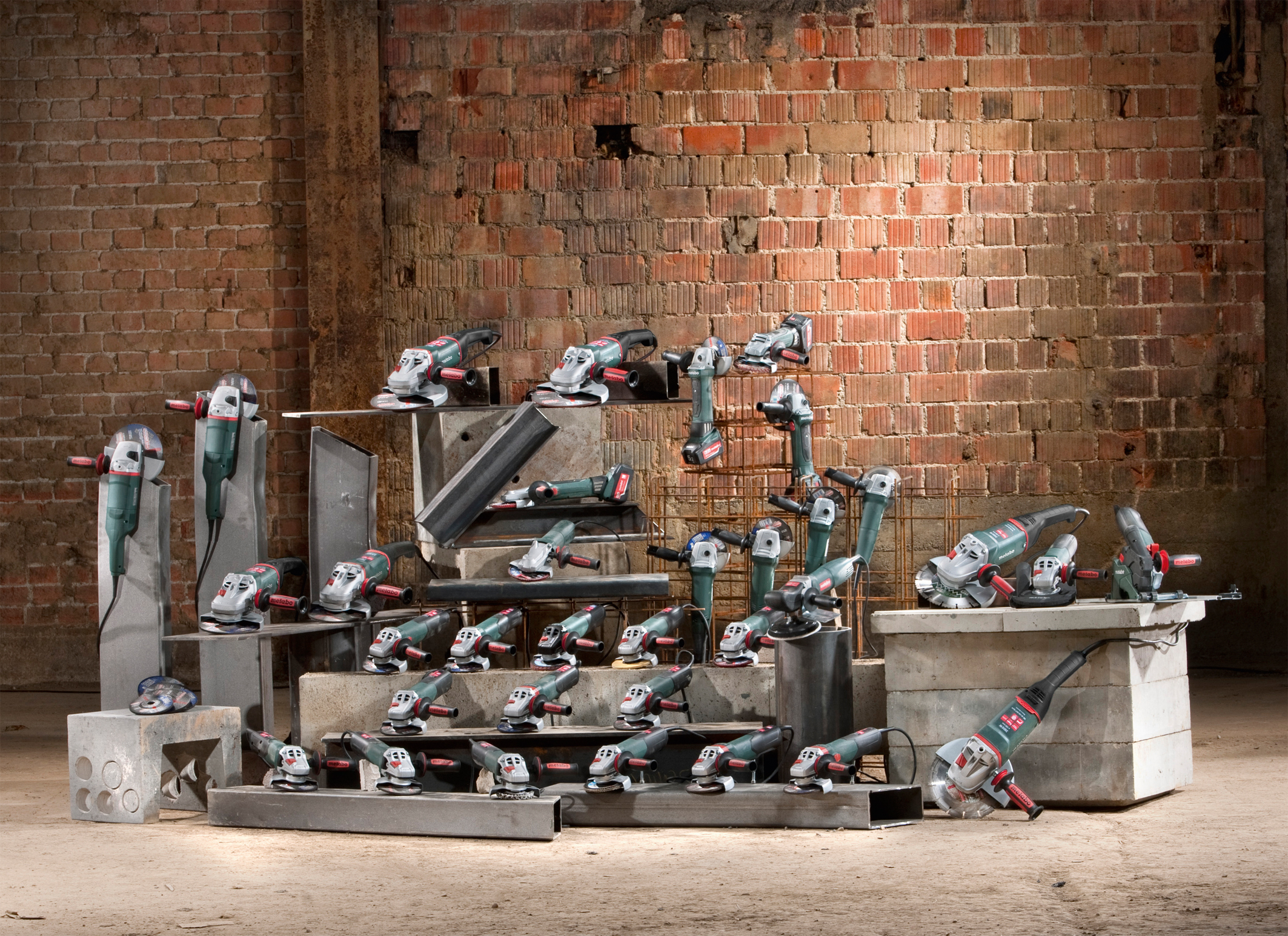
900 - 1700 W의 메타보 컴팩트 앵글 그라인더

## 내용주
1. ↑  “Imprint | Metabo Power Tools”.
2. 1 2 3  Change in strategy 보관됨 2013-05-24 - 웨이백 머신
3. ↑  Metabo Shanghai
4. ↑  History of the company Metabo: History 보관됨 2014-01-16 - 웨이백 머신, Abruf: 9. September 2011
5. ↑  “Acquisition of Metabo AG by Hitachi Koki completed” (PDF). Hitachi Koki. 2016년 4월 17일에 확인함.
6. ↑  “Announcement Regarding Results of the Tender Offer for the Shares of Hitachi Koki Co., Ltd. (Securities Code 6581) by HK Holdings Co., Ltd.” (PDF). 2018년 8월 8일에 확인함.
7. ↑  metabo.com: Building Trade. Battery pack 4.0 Ah
8. ↑  metabo.com: Building Trade. Battery pack 5.2 Ah 보관됨 2014-07-14 - 웨이백 머신
9. ↑  metabo.com: Metal. Flat-head Angle Grinder 보관됨 2014-07-14 - 웨이백 머신
10. ↑  Angle Grinders
11. ↑  Battery pack technology
12. ↑  Starter Kit